# Amphiloque (fils d'Amphiaraos)
Pour les articles homonymes, voir Amphiloque.
Dans la mythologie grecque, Amphiloque (en grec ancien Αμφίλοχος / Amphílokhos) est un fils d'Amphiaraos, devin d'Argos, comme son père.

## Mythologie
Il prend part à la guerre des Épigones, au cours de laquelle il tue sa mère, Ériphyle ; prétendant d’Hélène, il combat à la guerre de Troie. Chassé d'Argos à la mort de son père, il fonda, avec le devin Mopsos, la ville de Mallos, en Cilicie et, selon Thucydide, Argos Amphilochion, sur la côte Est du golfe Ambracique ; plus tard, ils en viennent à se la disputer. Installé en Cilicie, Amphiloque se fait passer pour un devin, prédisant l'avenir pour deux oboles par oracle rendu. Il eut des autels à Athènes et un hérôon à Sparte, et un oracle à Mallos.